# روب روي (رواية)
روب روي (بالإنجليزية: Rob Roy)‏ هي رواية تاريخية نشرت 1817 بقلم والتر سكوت. والراوي في القصة هو فرانك أوزبالديستون، وهو ابن تاجر إنجليزي يسافر لأول مرة إلى شمال إنجلترا، وبعد ذلك إلى المرتفعات الاسكتلندية، لتحصيل دين سرق من والده. وفي الطريق يواجه شخصية العنوان، روب روي ماكغريغور. ورغم أن روب روي ليس هو الشخصية الرئيسية (في الواقع، فإن القصة لا تنتقل إلى اسكتلندا حتى منتصف الكتاب)، فإن شخصيته وأفعاله هي المفتاح لتطور الرواية.
تم اقتباس الكتاب إلى فيلم في عام 1995، من بطولة ليام نيسون، تيم روث، جيسيكا لانج.